# MAX (banda)
MAX, cujo nome é um acrónimo para Musical Active eXperience" (experiência musical ativa), é uma girl group japonesa popular. MAX é composto pelos membros do Super Monkey's que mudou de nome com a saída da Namie Amuro que seguiu em carreira solo. Um dos singles, "Feel So Right", esteve no anime Captain Tsubasa: Road to 2002.

## Integrantes
Integrantes atuais
- Minako Inoue (Mina) (1995–2002, 2008–presente)
- Nanako Takushi (Nana) (1995–presente)
- Reina Miyauchi (Reina) (1995–presente)
- Ritsuko Matsuda (Lina) (1995–presente)

Ex-integrantes
- Aki Maeda (Aki) (2002–2008)